# 신진과학기술고등학교
신진과학기술고등학교(新進科學技術高等學校)는 대한민국 서울특별시 은평구 응암동에 있는 사립 고등학교이다.

## 학교 연혁
- 1968년 8월 21일 : 문교부로부터 학교법인 신진학원 설립인가, 이사장에 신진자동차공업주식회사 김창원 사장 취임
- 1970년 1월 30일 : 문교부로부터 신진공업고등학교 설립인가, 자동차과(주간 2학급, 야간 1학급), 운수관리과(주간 1학급, 야간 1학급)
- 1970년 3월 16일 : 신진공업고등학교 개교(5학급 300명 입학), 초대 강재량 교장 취임
- 1971년 11월 1일 : 체육관(1666m2) 준공
- 1973년 1월 26일 : 제1회 졸업(267명)
- 1985년 12월 30일 : 실습실 및 도서관 특별교실 준공(2264m2)
- 1996년 5월 9일 : 제2대 김용식 이사장 취임
- 1998년 8월 1일 : 학교 운동장 잔디구장 신설
- 2000년 3월 1일 : 신관 신축(1학년 교실)
- 2001년 9월 1일 : 신진 역사관 개관(우평 기념관)
- 2004년 3월 1일 : 신진과학기술고등학교로 교명 변경
- 2008년 10월 31일 : "자동차계열" 특성화 고등학교 지정, 신진자동차고등학교 교명변경 승인
- 2010년 3월 1일 : 신진자동차고등학교로 교명 변경
- 2017년 3월 1일 : 신진과학기술고등학교로 교명 변경
- 2019년 2월 8일 : 제47회 졸업 (200명, 누계 25,123명)
- 2019년 3월 1일 : 제10대 김광우 교장 취임

## 설치 학과
- 미래자동차과
- 스마트 건설과
- 인공지능자동화과
- 호텔조리학과
- 호텔디저트경영학과

## 참고 자료
- 신진과학기술고등학교 - 한국교육학술정보원 학교알리미